# Euphrasia nuristanica
Euphrasia nuristanica là loài thực vật có hoa thuộc họ Cỏ chổi. Loài này được Rech.f. mô tả khoa học đầu tiên năm 1959.